# Seznam amerických televizních seriálů
Seznam amerických televizních seriálů obsahuje přehled některých známých televizních seriálů, natočených ve Spojených státech amerických.

## $
- $#*! My Dad Says (2010–2011) – komedie
- The $64,000 Challenge (1956–1958) – soutěž
- The $64,000 Question (1955–1958) – soutěž

## 0–9
1
- 1 vs. 100 (2006–2008, 2010–2011) – soutěž
- 1st & Ten (1984–1991) – komedie
- 10 důvodů, proč tě nenávidím (2009–2010) – komedie
- 12 opic (2015–2018) – dramatické sci-fi
- The 100 (2014–dosud) – sci-fi
- 100 Deeds for Eddie McDowd (1999–2002) – komedie
- 100 Questions (2010) – komedie
- 106 & Park (2000–2014) – hudební
- 1600 Penn (2012) – komedie

2
- 2 Socky (2011–2017) – komedie
- 20/20 (1978–dosud) – zprávy
- 21 Jump Street (1987–1991) – drama
- 227 (1985–1990) – komedie
- 24: Conspiracy (2014) – akční mobilní epizoda
- 24 hodin (2001–2010) – akční
- 24 hodin: Dnes neumírej (2014) – akční
- 24 Hodin: Nezastavitelný (2017) – akční

3
- 3 libry (2006) – drama
- 3 South (2002–2003) –  animovaný
- 3-2-1 Contact (1980–1988) – vzdělávací
- 30 Days (2005–2008) – reality show
- 3AM (2015) – reality show

4
- 4th and Long (2009) – reality show
- 4400 (2004–2007) – sci-fi
- 48 hodin (1988–dosud) – zprávy

6
- 60 Minutes (1968–dosud) – zprávy
- 666 Park Avenue (2012–2013) – supernatural

7
- 77 Sunset Strip (1958–1964) – drama
- The 700 Club (1966–dosud) – náboženské zpravodajství
- 704 Hauser (1994) – komedie

8
- 8 Simple Rules... for Dating My Teenage Daughter (2002–2005) – komedie

9
- 90210: Nová generace – drama

## A
- Aaron Stone (2009–2010) – sci-fi
- The Abbott and Costello Show (1952–1954) – komedie
- Abby (2003) – komedie
- ABC Afterschool Special (1972–1997) – vzdělávací
- About a Boy (2014–2015) – dramatická komedie
- Access (1996–dosud) – zprávy
- Accidental Family (1967–1968) – komedie
- Ace Crawford, Private Eye (1983) – komedie
- Ace Ventura: Pet Detective (1995–2000) – animovaný
- Action League Now! (2001–2002) – animovaný
- Akce (1999)
- Akta X
- Alf
- Ally McBealová
- Alias
- American Horror Story
- Angel
- Arrow
- A-Team

## B
- Babylon 5
- Battlestar Galactica
- Beverly Hills 90210
- Beze stopy
- Blacklist
- Bláznivý Jimův život
- Bojíte se tmy?
- Bratrstvo neohrožených
- Brutální Nikita
- Buffy, přemožitelka upírů
- Bonanza

## C
- Castle na zabití
- Chuck
- Columbo
- Cosby show

## D
- Dallas
- Dexter
- Doktorka Quinnová
- Dotek anděla
- Doteky osudu (Touch)
- Dr. House
- Dva a půl chlapa
- Dynastie

## F
- Firefly
- Futurama
- Frasier
- Fringe

## G
- Gilmorova děvčata
- Glee
- Grimm

## H
- Hannibal
- Happy Days
- Hardcastle a McCormick
- Herkules
- Heuréka – město divů
- Hra o trůny
- Hrdinové
- Hvězdná brána
- Hvězdy týmu

## Ch
- Chůva k pohledání
- Chameleon

## I
- Impérium – Mafie v Atlantic City

## J
- JAG
- Jak jsem poznal vaši matku
- Jmenuju se Earl
- Jsem do tebe blázen
- Joey

## K
- Knight Rider
- Kojak
- Kravaťáci
- Království
- Kráska a zvíře
- Kriminálka Las Vegas
- Kriminálka Miami
- Kriminálka New York
- Krok za krokem
- Kutil Tim
- Kyle XY

## L
- Lidé zítřka
- Lovci duchů
- Lovci zločinců
- Lucky Luke
- Lying Game, The

## M
- M*A*S*H
- MacGyver
- Madagaskar
- Magnum, P.I.
- Městečko South Park
- Melrose Place
- Mrtví jako já
- Můj přítel Monk
- Muži na stromech

## N
- Námořní vyšetřovací služba
- Námořní vyšetřovací služba L. A.

## O
- O.C.
- Odložené případy
- Odpočívej v pokoji
- Once Upon a Time
- Originals, The

## P
- Plný dům
- Pod kupolí
- Pohotovost
- Point Pleasant
- Policejní odznak
- Pomsta
- Pravá krev
- Pravidla zasnoubení
- Prolhané krásky
- Průměrňákovi
- Přátelé
- Předčasné vydání

## R
- Ravenswood
- Raymonda má každý rád
- Revoluce
- Riverdale
- Roswell

## Ř
- Řím

## S
- Sběratelé kostí
- Sedmé nebe (1996–2007) – drama
- Shadowhunters
- Simpsonovi
- Skam
- Smallville
- Soudkyně Amy
- Spiknutí
- Správná Susan
- Star Trek
- Studio 30 Rock (2006–2013) – komedie
- Stranger Things
- Svět podle Jima (2001–2009) – komedie

## T
- Tučňáci z Madagaskaru
- Tak jde čas
- Takoví normální mimozemšťané (1996–2001) – komedie
- Tara a její svět
- Taxík
- Teen Wolf
- Teorie velkého třesku
- Tequila a Bonetti
- Third Watch
- To je vražda, napsala

## U
- Upíří deníky
- Útěk z vězení

## V
- Veronica Mars
- Ve jménu vlasti
- Vlčí mládě
- V tajných službách

## W
- Walker, Texas Ranger
- Will a Grace

## X
- Xena

## Z
- Zlatá sedmdesátá
- Zoufalé manželky
- Ztraceni

## Ž
- Ženatý se závazky
- Život na molu (2006) – reality show
- Žralok